# San Nicolas (Schiff)
Die San Nicolas wurde 1888 für die Hamburg Südamerikanische Dampfschifffahrts-Gesellschaft (HSDG), kurz Hamburg Süd erbaut, fuhr für diese Reederei im Südamerikadienst, wurde 1896 an die Woerman Linie verkauft und strandete 1898 in Liberia.

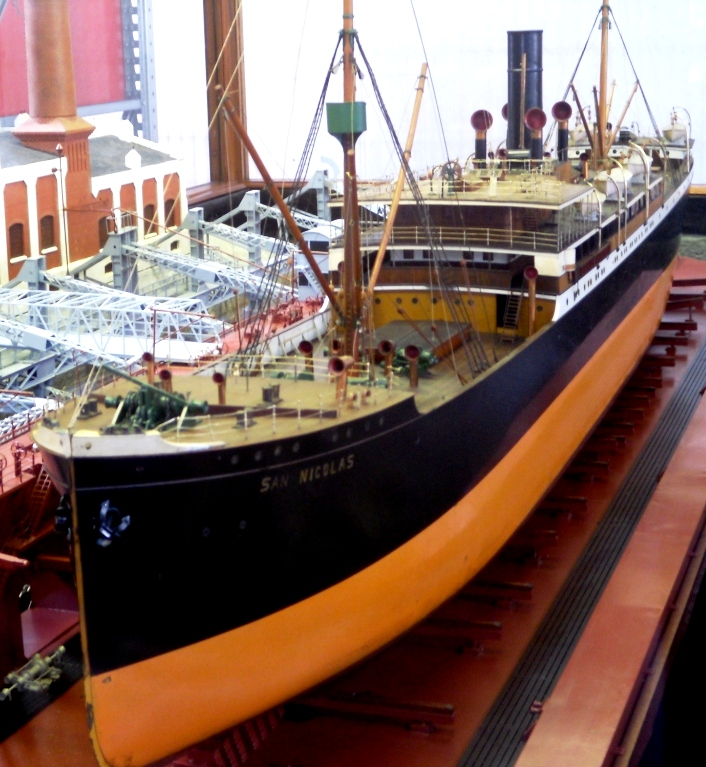
Blick auf ein Modell der San Nicolas im Schwimmdock

## Geschichte
Bauwerft war die Reiherstieg Schiffswerfte und Maschinenfabrik AG in Hamburg (Reiherstiegwerft), hier erfolgte im August 1888 der Stapellauf als Bau-Nummer 369 und am 28. Oktober 1888 die Ablieferung an die Hamburg-Süd. Die San Nicolas war bei einer Länge von 99 Metern und einer Breite von 12 Metern mit 2.600 BRT vermessen, wurde von einer Dampfmaschine mit drei Zylindern angetrieben und lief mit 1.550 PS 11 bis 12 Knoten. Die Dampfmaschine und fast alle Hilfsmaschinen und Winden entstanden in der Maschinenfabrik der Reiherstiegwerft. Das Schiff war im Zwischendeck für 250 Passagiere und in der 1. Klasse für 40 Passagiere eingerichtet.
Die San Nicolas wurde auf der Jungfernfahrt im Liniendienst zwischen Hamburg und Argentinien eingesetzt, den sie bis 1896 versah. Die Reederei Afrikanische Dampfschiffs-Actiengesellschaft Woermann-Linie übernahm die San Nicolas im Juli 1896, sie wurde als Lothar Bohlen im Frachtliniendienst zu den deutschen Kolonien nach Afrika eingesetzt. Die Lothar Bohlen strandete am 28. Mai 1898 auf der Reise von Hamburg nach Accra am Cap Palmas in Liberia.

## Hamburg-Süd-Schiffe mit gleichem Namen

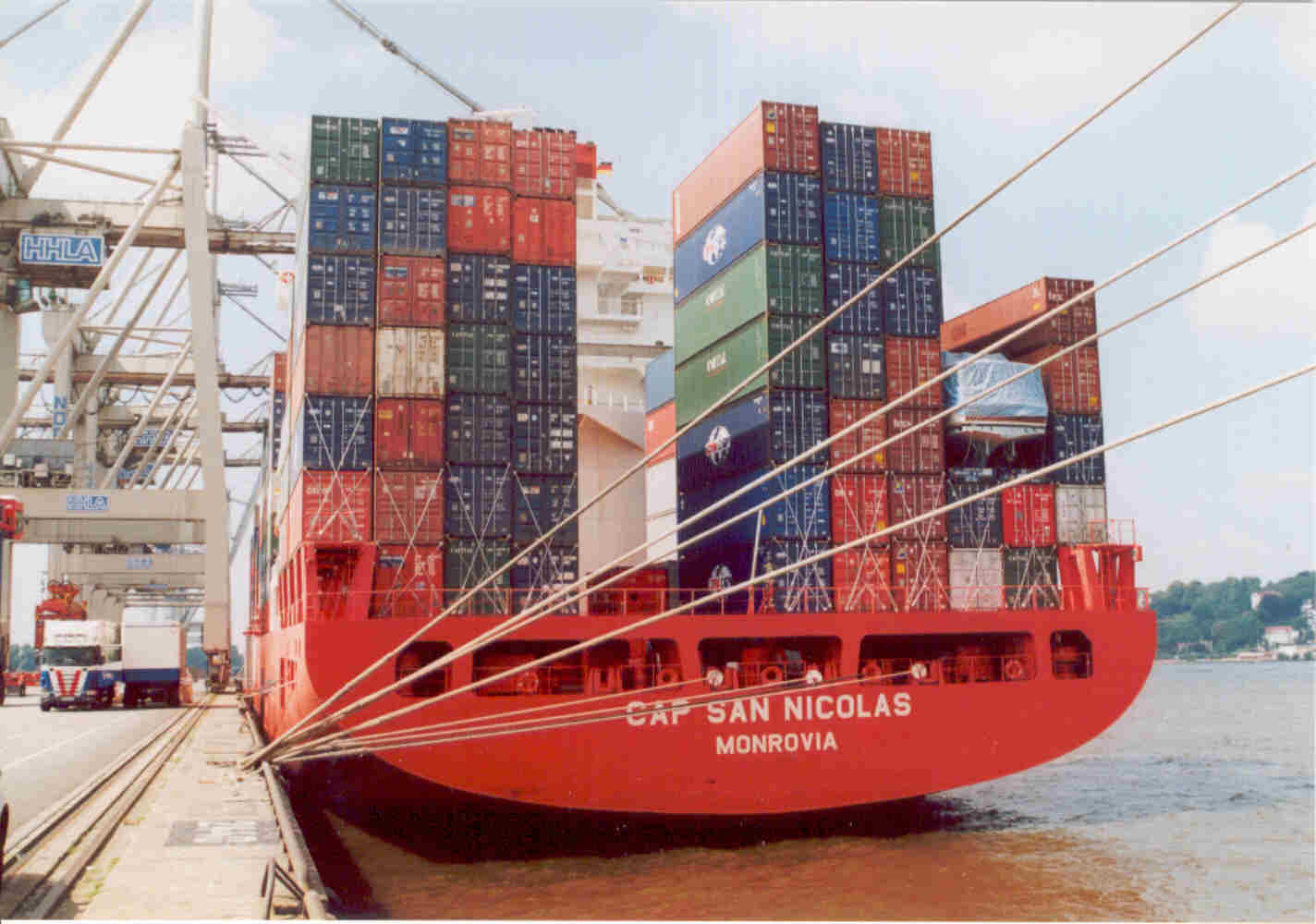
Das Containerschiff Cap San Nicolas beim Containerumschlag in Hamburg

Dieser Schiffsname San Nicolas findet sich auch später bei den Schiffen der Hamburg Süd, so wurde schon 1897 die San Nicolas (II) mit 4.739 BRT von Blohm & Voss an die Hamburg Süd abgeliefert.
Später wurde der Name mit dem Zusatz CAP ergänzt und die Cap San Nicolas (I) war 1961 das 1. aus einer Serie von sechs Schiffen, die als die schönsten Linienfrachter in diesem Fahrtgebiet nach Südamerika galten. Ein Schiff dieser Serie, die Cap San Diego, ist erhalten geblieben und liegt in Hamburg als Museumsschiff an der Überseebrücke.
Das Containerschiff Cap San Nicolas (IMO-Nummer: 9215660) wurde 2001 von der Werft Samsung Heavy Industries Co., Ltd. in Goeje (Südkorea) unter der Bau-Nummer 1329 abgeliefert. Sie wird von der Hamburg-Süd-Tochter Columbus Shipmanagement GmbH, Hamburg bereedert, fährt unter liberianischer Flagge und kann rund 3.800 Standardcontainer laden. Mit einer Länge von 257 Metern, Breite von 32,20 Metern, Seitenhöhe von 19,30 Metern und Tiefgang von 9,8 Metern ist sie mit rund 40.000 BRZ vermessen und verfügt über eine Tragfähigkeit von 50.200 tdw.